# Фогель, Николай Фёдорович
Николай Фёдорович Фогель (22 августа 1874, Санкт-Петербург — 11 мая 1943, Копенгаген) — русский морской офицер, генерал-майор флота (1913). Пионер русской морской авиации. Участник Белого движения. В эмиграции.

## Биография
Родился 22 августа 1874 года в Санкт-Петербурге в семье потомственного почетного гражданина Фёдора Фёдоровича Фогеля и дочери академика архитектуры Екатерины Александровны (в девичестве Бруни). Его родители один за другим умерли от скоротечной чахотки. Воспитывался в семье тети, Софья Александровна Бруни (1859—1926), супруги Бориса Константиновича Веселовского (1851 — после 1929), архитектора и искусствоведа. О внуке заботился и дед, академик архитектуры А. К. Бруни (1825—1915).
Поступил в 1881 году приготовительный класс школы К.Мая в Петербурге. Выпустился из учебного заведения после четвёртого класса реального училища в 1887 году.
В 1887 году по прошению деда Николай был принят в Морской кадетский корпус. Закончил его в 1893 году мичманом. Лейтенант (1898). В 1904 году — адъютант Великого Князя Александра Михайловича и член «Особого комитета по усилению военного флота на добровольные пожертвования». Капитана-лейтенант (1907), капитан 2-го ранга (1907), капитана I ранга (1912). Звания присвоены с опережением действующих сроков выслуги.

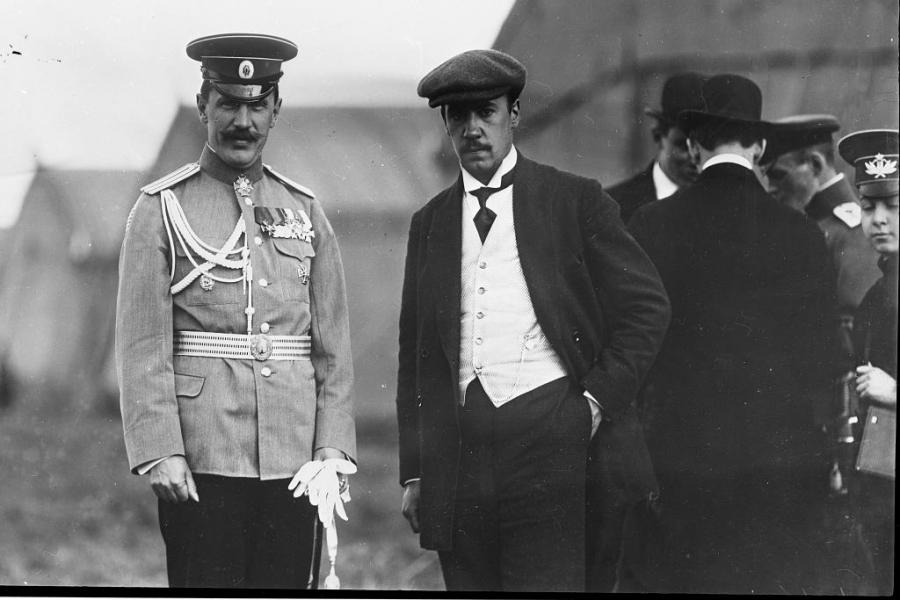
Капитан 1-го ранга, Адъютант Великого Князя Александра Михайловича Н. Ф. Фогель и авиаконструктор Игорь Иванович Сикорский. 1 сентября 1913 года, Санкт-Петербург

Деятельность его была связана с организацией нового вида вооружённых сил — морской авиации. В должности начальника отдела личного состава при управлении полевого генерал-инспектора авиации и воздухоплавания участвовал в организации морской школы авиаторов в Гатчине, в чине капитана 2-го ранга был первым председателем авиационной школы в Петербурге. В период 1889—1908 годах Николай Фёдорович в разных должностях участвовал в 35 кампаниях (плаваниях) на 24 военных кораблях, находился в море 3545 суток. В 1913 году на основании Высочайшего повеления Н. Ф. Фогель был произведен в генерал-майоры флота.
Входил в ближайшее окружение Его Императорского Величества Николая II. 25 марта 1917 году вместе с Великой Княгиней Ксенией Александровной и её 6-ю сыновьями выехал в Крым. Там находился с Романовыми под арестом большевиков, в 1918 году руководил обороной Дюльбера. С мая 1918 года под домашним арестом при немецкой оккупации. Находился с Романовыми вплоть до Крымской эвакуации (1919).
Участник Белого движения — в 1920 году управляющий делами отдела Воздушного флота. Участник Крымской эвакуации ноября 1920 года. После 1920 года эмигрировал в Германию, был активным членом Союза взаимопомощи служивших в российском флоте в Берлине, к 1930-му году — член объединения Гвардейского Экипажа, на 1933 год находился в Копенгагене, Председатель копенгагенской группы морских офицеров, к 1936 году — в Риме и Монте-Карло.
Умер Николай Фёдорович 11 мая 1943 года в Копенгагене.

## Награды
- орден Св. Анны 3 ст. (1901);
- французский орден Почетного Легиона Кавалерского Креста (1902);
- прусский орден Красного Орла 4 ст. (1902);
- турецкий орден Османа 4 ст. (1902);
- греческий орден Спасителя Офицерского креста (1903);
- орден Св. Станислава 2ст. (1905);
- Бухарский орден Золотой Звезды 2ст. (1907);
- орден Св. Анны 2ст. (1908);
- норвежский орден Св. Олафа командорского креста 2 класса (1908);
- орден Св. Владимира 4 ст.(1910);
- Кульмским юбилейным знаком в память 200 летия Гвардейского Экипажа (1910);
- орден Св. Владимира 3 ст. (1913);
- Золотым знаком за особые труды и заслуги в деле усиления воздушного флота (1913)
- орден Св. Станислава 1 ст. (1915);
- орден Св. Анны 1 ст. (1916),
- Наградной знак Московского Археологического института.